# Trübsal (Wuppertal)
Trübsal ist eine Ortslage in der bergischen Großstadt Wuppertal. Der Name Trübsal ist als eigenständige Bezeichnung für diese Ortslage mehrheitlich nicht mehr im Bewusstsein der Bevölkerung vorhanden, da sich ab der Mitte des 19. Jahrhunderts die Bezeichnung Hahnerberg durchsetzte, die heute namensgebend für das ganze Wuppertaler Wohnquartier ist.

## Lage und Beschreibung

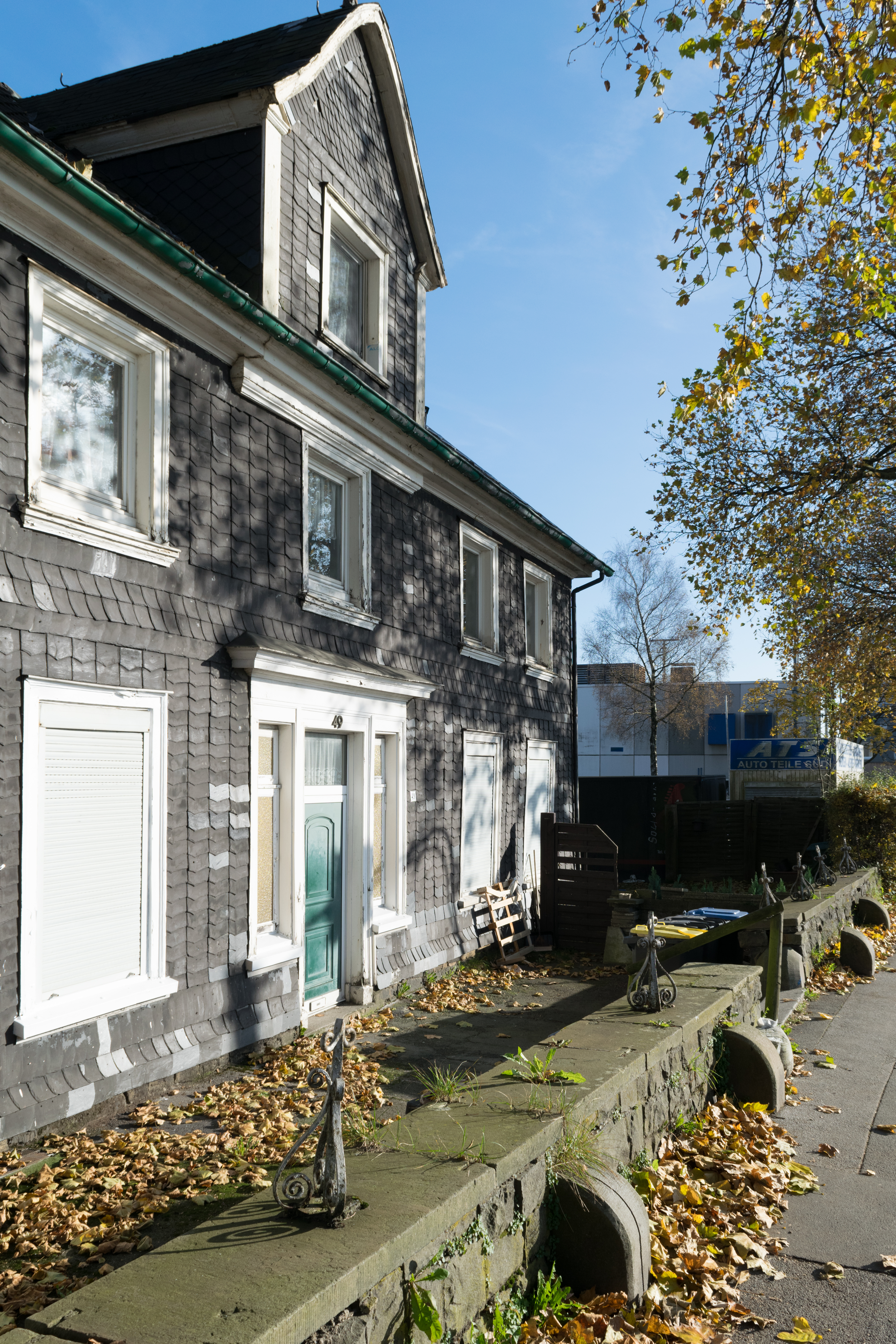
Wohngebäude in Trübsal

Der ursprüngliche Wohnplatz lag als Straßendorf entlang der Hahnenberger Straße (Landesstraße 427) von dem Theishahner Kreus bis zu der Einmündung der Straße Hipkendahl im Norden des Wohnquartiers Hahnerberg im Stadtbezirk Cronenberg auf einer Höhe von 330 m ü. NHN auf einem Höhenzug zwischen dem Burgholzbach und der Gelpe. Die Ortslage ist heute Teil einer umfangreichen Gewerbe- und Wohnbebauung entlang der Landesstraße.

## Geschichte
Die Ortslage ist aus einem Wohnplatz hervorgegangen, der bereits auf der Topographia Ducatus Montani des Erich Philipp Ploennies aus dem Jahre 1715 als Trübsahl verzeichnet ist. Auch spätere Karten verzeichnen diese Ortslage 1815/16 besaß der Ort 120 Einwohner.
1832 gehörte der Ort zur Hahn und Hipkendahler Rotte des ländlichen Außenbezirks des Kirchspiels und der Stadt Elberfeld. Der laut der Statistik und Topographie des Regierungsbezirks Düsseldorf als Dorfschaft kategorisierte Ort wurde als am Trübsal bezeichnet und besaß zu dieser Zeit elf Wohnhäuser, acht landwirtschaftliche und ein öffentliches Gebäude. Bei diesen handelte es sich um eine 1819 gegründete Schule, die auf Anordnung der Bezirksregierung Düsseldorf mehrere andere im Umfeld ersetzte.
In Trübsal hielt die Elberfelder Feuerwehr eine Tragspritze vor. Zu dieser Zeit lebten 88 Einwohner im Ort, davon acht katholischen und 80 evangelischen Glaubens.
Die heutige Hahnerberger Straße war ein regional bedeutender Handelsweg zwischen Köln bzw. dem Rhein bei Hitdorf und der damals selbstständigen Stadt Elberfeld, die im 19. Jahrhundert zur Provinzialstraße Elberfeld–Hitdorf ausgebaut wurde. Trübsal lag an dieser stark frequentierten Chaussee, die als Staatsstraße klassifiziert war.